# Setophaga chrysoparia
La parula guancedorate (setophaga chrysoparia Sclater & Salvin, 1861) è un uccello passeriforme appartenente alla famiglia dei Parulidae.